# Eysturoy

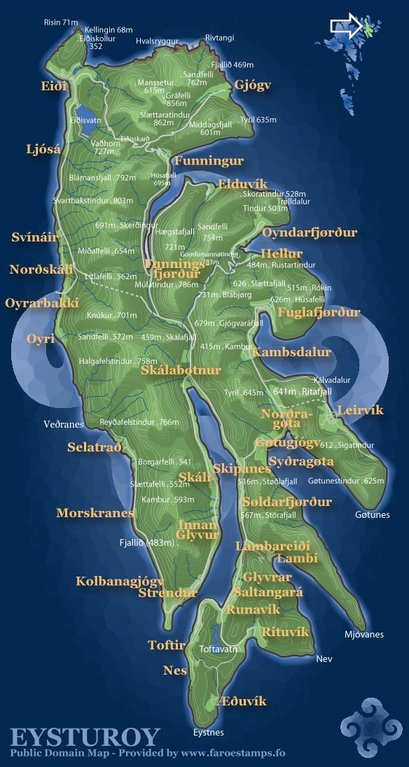
Mapa Eysturoy

Eysturoy (far. wym. [ˈɛstɹɔi], duń. Østerø) – jest drugą co do wielkości i populacji wyspą wchodząca w skład archipelagu Wysp Owczych. Powierzchnia jej wynosi 286,3km², a zamieszkuje ją ok. 10.586 mieszkańców. Nazwa oznacza po farersku Wyspa Wschodu. Na Eysturoy znajduje się 66 gór, z których najwyższą jest, Slættaratindur, mierząca 882 m n.p.m., co daje jej pierwszą pozycję w całym archipelagu. Znajduje się tam też liczne cieki, jezioro Eiðisvatn, a także kilka fiordów (największe to Skálafjørður i Funningsfjørður). Komunikację ze Streymoy zapewnia most i prom.
Na wyspie jest około czterdziestu osad. Największą z nich jest Fuglafjørður, liczący ok. 1500 mieszkańców, a pozostałe, ważniejsze to: Leirvík (867), Strendur (816), Toftir (816), Saltangará (764), Eiði (663), Skála (593), Gøta (548), Runavík (481), Syðrugøta (410), Glyvrar (406), Søldarfjørður (344), Rituvík (256), Norðskáli (237) oraz Nes (230).
Na Eysturoy znajduje się jedno z nielicznych, farerskich muzeów – Blásastovę, mieszczące się w wiosce Gøta.
Na wyspie działa szereg klubów piłkarskich, grających w pierwszej lidze Wysp Owczych: Skála Ítróttarfelag, GÍ Gøta, NSÍ Runavík oraz EB/Streymur, a także kilka często w niej grających lub drugoligowych: B68 Toftir i LÍF Leirvík.